# Iskărský průlom
Iskărský průlom (bulharsky Искърски пролом, někdy Iskărská rokle) je průlomové údolí na řece Iskăr v západním Bulharsku. Je dlouhé 84 km a na této délce řeka klesá o více než 300 m. Spojuje Sofijskou kotlinu na jihu s Dolnodunajskou nížinou na severu. 

## Přírodní podmínky
Soutěska se nachází v západní části pohoří Stara planina. Začíná severně od města Novi Iskăr v nadmořské výšce 520 m a směřuje na sever. Rozděluje západní část pohoří na dvě části. Za vesnicí Lakatnik se řeka stáčí k východu a zde někde dosahuje své průměrné nadmořské výšky 362 m. Končí jižně od města Mezdra v nadmořské výšce 210 m.
Soutěska je typickým představitelem údolí, které vzniklo prohlubováním řeky Iskăr v pomalu zdvíhaném pohoří Stara planina. Prochází antiklinálami Svogen a Berkovica, v třetihorách hluboce obnaženými, a odhaluje jejich jádra. Při cyklické erozi řeky čtvrtohorami vzniklo 6–7 teras, z nichž nejvyšší a nejstarší je 110–120 m nad řekou. Některé terasy korelují s východy mnoha jeskyní ve svazích. V soutěsce přijímá Iskăr přítoky Batulijska reka (zprava), Dălbočica (zleva), Iskrecka reka (zleva), Gabrovnica (zprava) a další. U ústí řek se v prvohorních lehce zvětrávajících hornin údolí rozšiřuje. Na sever od vsi Gara Bov se zužuje a na některých místech získává kaňonovitý charakter s malebným výhledem – poblíž vesnice Lakatnik, u Čerepišského kláštera a u vesnice Ljutibrod. Svahy rokle jsou silně odlesněny, zachovalá vegetace je antropogenně pozměněna. Na omezených plochách jsou lesy chráněny. Rozsáhlé plochy svahů zabírají bývalé orné plochy a jsou vystaveny silné erozi. Často dochází k sesuvům. Boční přítoky tvoří u svých ústí do Iskăru náplavové kužely. 

## Doprava
Soutěska bývala téměř neschůdná a špatně využívaná. Od konce 19. století jí prochází téměř 80kilometrový úsek železniční trati Sofie–Mezdra a cesta jí přináší atraktivní pohledy na střídající se kolmé útesy, mosty přes řeku Iskăr a její přítoky a více než dvacet tunelů, které údolí protínají.
Paralelně s železniční tratí prochází soutěskou úsek 80,6 km silnice II-16 Rebărkovo – Svoge – Novi Iskar (od km 0 do km 80,6), která řeku přetíná pouze třikrát. 

## Galerie

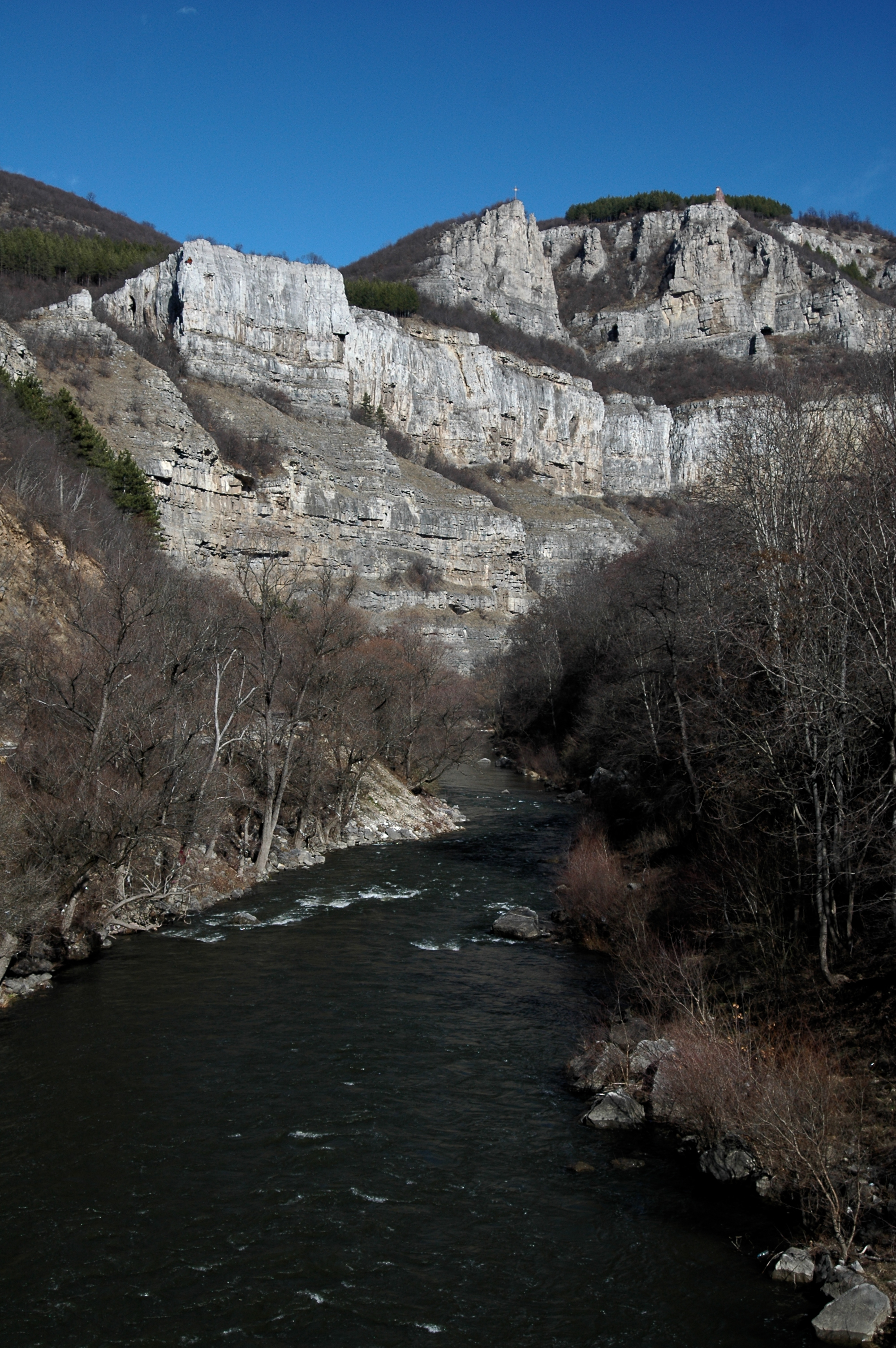
Iskărský průlom u Lakatnických skal
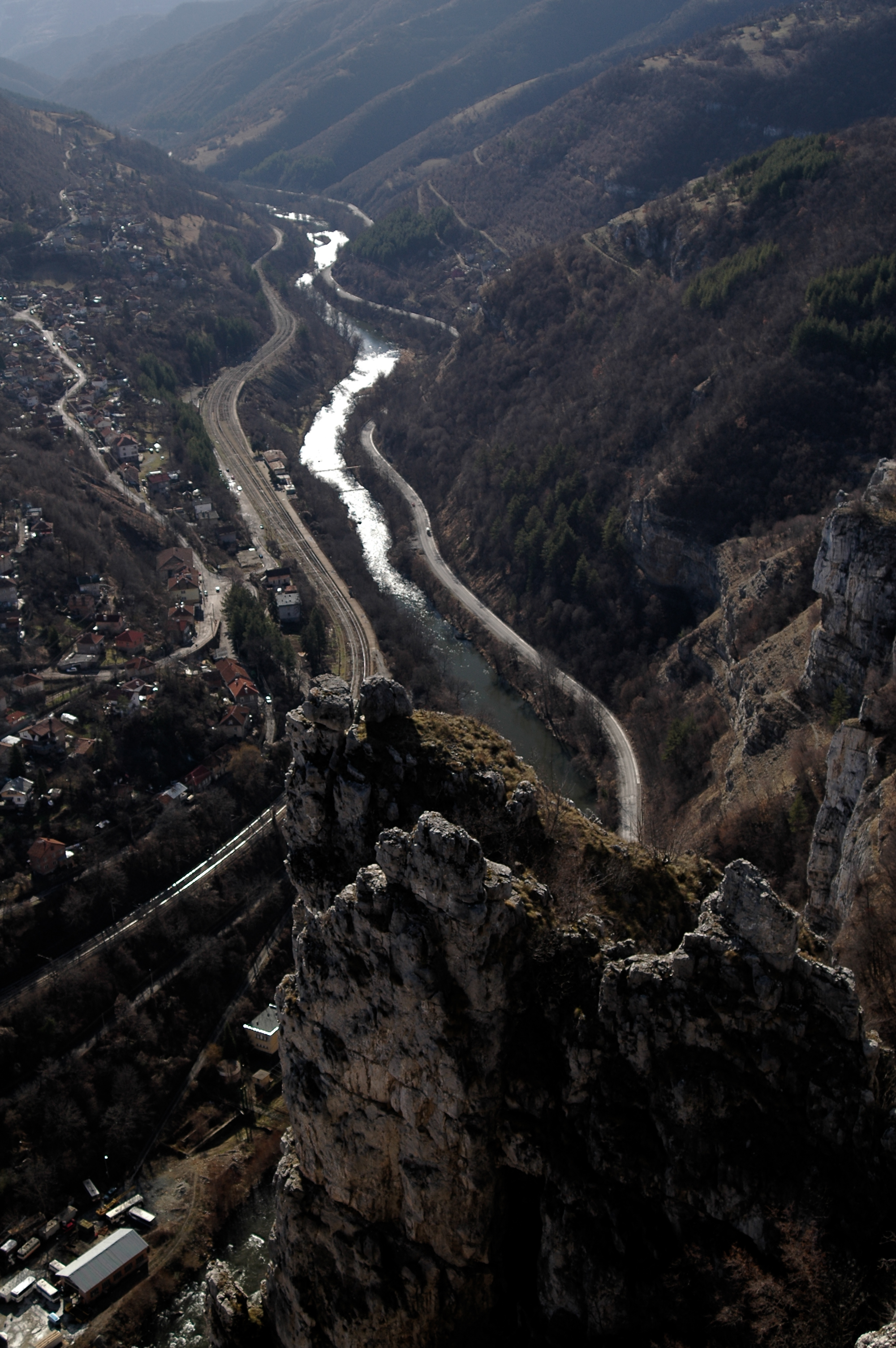
Pohled do Iskărského průlomu z vrcholu Lakatnických skal
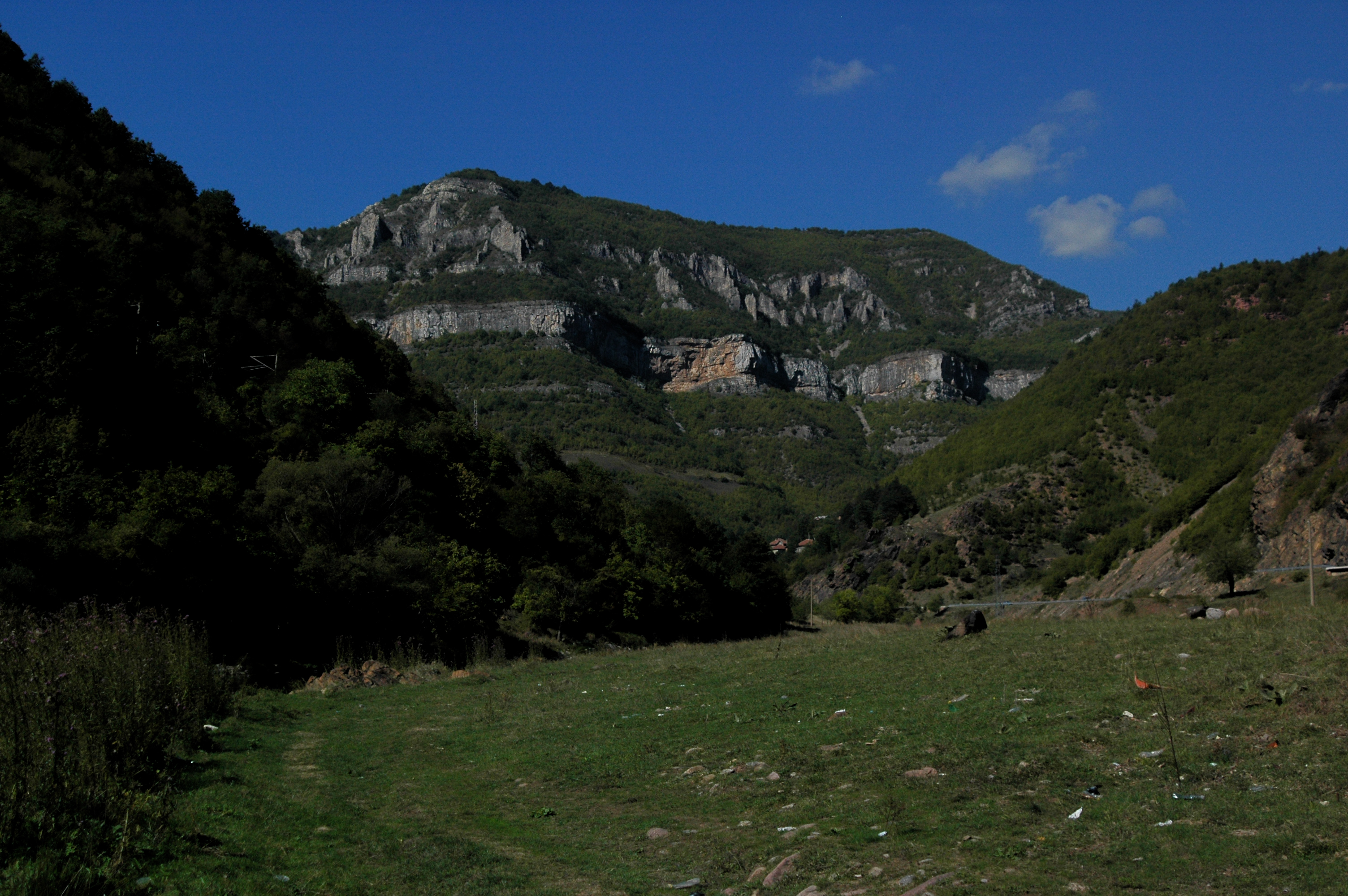
Iskărský průlom u vesnice Opletna
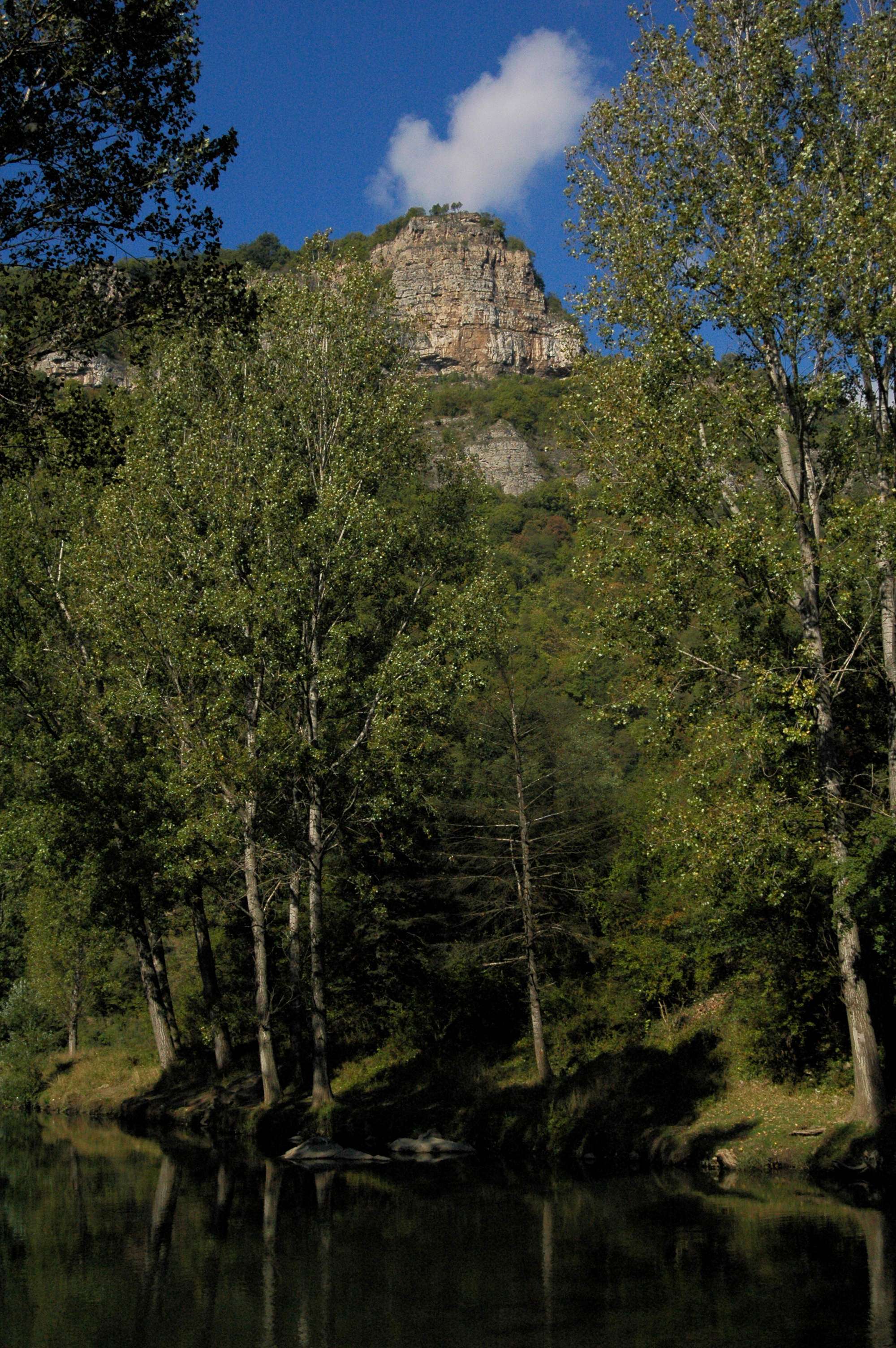
Iskărský průlom u vesnice Gara Bov
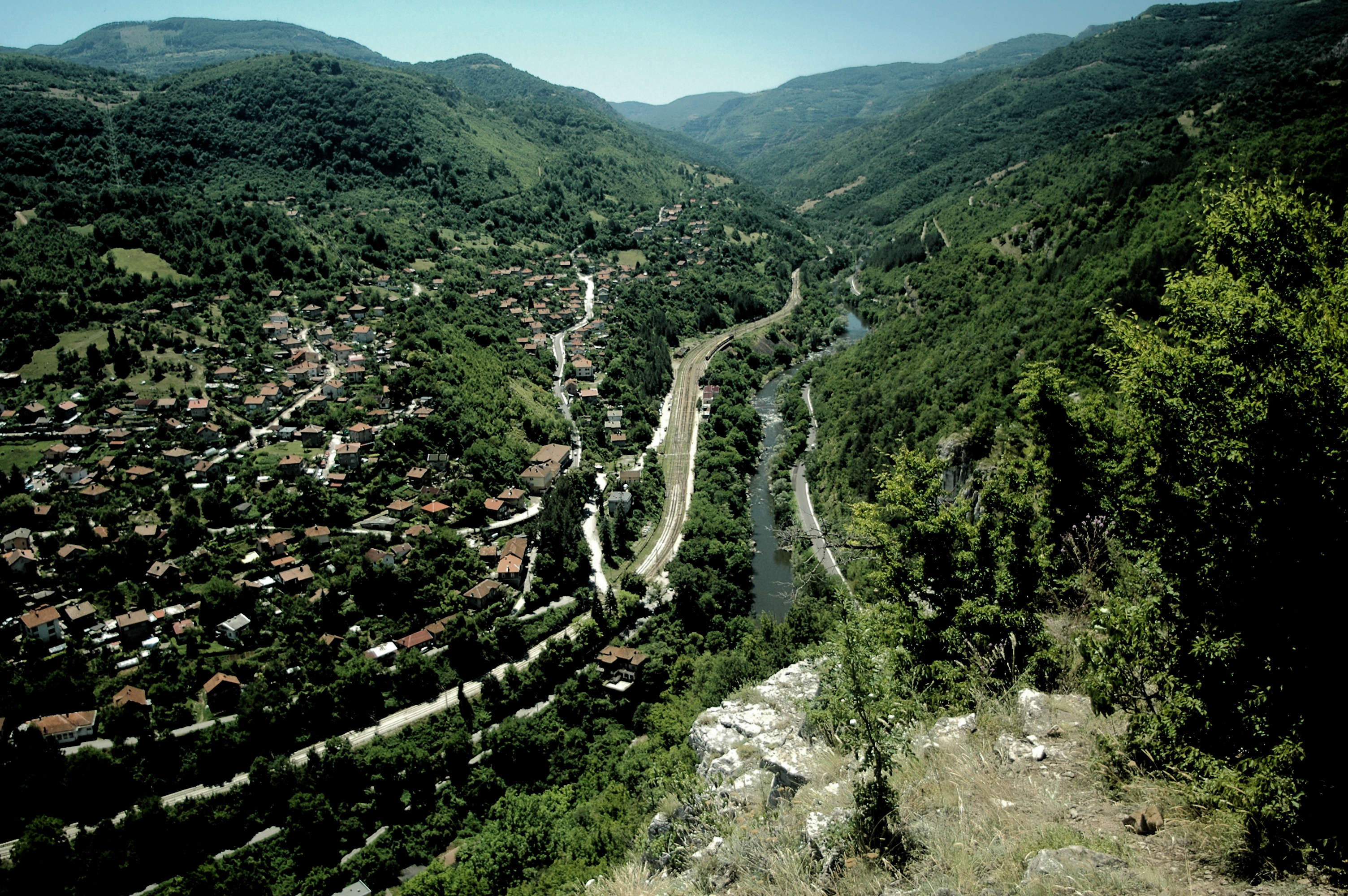
Pohled do Iskărského průlomu